# Função de onda

Osciladores harmônicos quânticos para uma única partícula sem spin. As oscilações não têm trajetória, mas são representadas cada uma como ondas; o eixo vertical mostra a parte real (azul) e a parte imaginária (vermelha) da função de onda. Os painéis (A-D) mostram quatro soluções diferentes de ondas estacionárias da equação de Schrödinger. Os painéis (E–F) mostram duas funções de onda diferentes que são soluções da equação de Schrödinger, mas não ondas estacionárias.

Na física quântica, uma função de onda é uma descrição matemática do estado quântico de um sistema quântico isolado. Os símbolos mais comuns para uma função de onda são as letras gregas ψ e Ψ (psi minúsculo e maiúsculo, respectivamente). As funções de onda são de valor complexo. Por exemplo, uma função de onda pode atribuir um número complexo a cada ponto em uma região do espaço. A regra de Born fornece os meios para transformar essas amplitudes de probabilidade complexas em probabilidades reais. Em uma forma comum, ela diz que o módulo quadrado de uma função de onda que depende da posição é a densidade de probabilidade de medir uma partícula como estando em um determinado lugar. A integral do módulo quadrado de uma função de onda sobre todos os graus de liberdade do sistema deve ser igual a 1, uma condição chamada normalização. Como a função de onda é de valor complexo, apenas sua fase relativa e magnitude relativa podem ser medidas; seu valor não diz nada, isoladamente, sobre as magnitudes ou direções de observáveis mensuráveis. É preciso aplicar operadores quânticos, cujos autovalores correspondem a conjuntos de resultados possíveis de medições, à função de onda ψ e calcular as distribuições estatísticas para quantidades mensuráveis.
Funções de onda podem ser funções de variáveis diferentes de posição, como momento. A informação representada por uma função de onda que é dependente de posição pode ser convertida em uma função de onda dependente de momento e vice-versa, por meio de uma transformada de Fourier. Algumas partículas, como elétrons e fótons, têm spin diferente de zero, e a função de onda para tais partículas inclui spin como um grau de liberdade intrínseco e discreto; outras variáveis discretas também podem ser incluídas, como isospin. Quando um sistema tem graus de liberdade internos, a função de onda em cada ponto nos graus de liberdade contínuos (por exemplo, um ponto no espaço) atribui um número complexo para cada valor possível dos graus de liberdade discretos (por exemplo, componente z do spin). Esses valores são frequentemente exibidos em uma matriz de coluna (por exemplo, um vetor de coluna 2 × 1 para um elétron que não é relativístico com spin 1⁄2).
De acordo com o princípio da superposição da mecânica quântica, as funções de onda podem ser somadas e multiplicadas por números complexos para formar novas funções de onda e formar um espaço de Hilbert. O produto interno de duas funções de onda é uma medida da sobreposição entre os estados físicos correspondentes e é usado na interpretação probabilística fundamental da mecânica quântica, a regra de Born, relacionando probabilidades de transição a produtos internos. A equação de Schrödinger determina como as funções de onda evoluem ao longo do tempo, e uma função de onda se comporta qualitativamente como outras ondas, como ondas de água ou ondas em uma corda, porque a equação de Schrödinger é matematicamente um tipo de equação de onda. Isso explica o nome "função de onda" e dá origem à dualidade onda e partícula. Entretanto, se a função de onda na mecânica quântica descreve um tipo de fenômeno físico ainda está aberto a diferentes interpretações, diferenciando-a fundamentalmente das ondas mecânicas clássicas.

## Contexto histórico
Em 1900, Max Planck postulou a proporcionalidade entre a frequência {\displaystyle f} de um fóton e sua energia {\displaystyle E}, {\displaystyle E=hf}, e em 1916 a relação correspondente entre o momento de um fóton {\displaystyle p} e o comprimento de onda {\displaystyle \lambda }, {\displaystyle \lambda ={\frac {h}{p}}}, onde {\displaystyle h} é a constante de Planck. Em 1923, De Broglie foi o primeiro a sugerir que a relação {\displaystyle \lambda ={\frac {h}{p}}}, agora chamada de relação de De Broglie, vale para partículas massivas, a principal pista sendo a invariância de Lorentz, e isso pode ser visto como o ponto de partida para o desenvolvimento moderno da mecânica quântica. As equações representam a dualidade onda-partícula para partículas sem massa e massivas.
Nas décadas de 1920 e 1930, a mecânica quântica foi desenvolvida usando cálculo e álgebra linear. Aqueles que usaram as técnicas de cálculo incluíram Louis de Broglie, Erwin Schrödinger e outros, desenvolvendo a "mecânica ondulatória". Aqueles que aplicaram os métodos da álgebra linear incluíram Werner Heisenberg, Max Born e outros, desenvolvendo a "mecânica matricial". Schrödinger posteriormente mostrou que as duas abordagens eram equivalentes.
Em 1926, Schrödinger publicou a famosa equação de onda agora nomeada em sua homenagem, a equação de Schrödinger. Esta equação foi baseada na conservação de energia clássica usando operadores quânticos e as relações de de Broglie e as soluções da equação são as funções de onda para o sistema quântico. No entanto, ninguém tinha clareza sobre como interpretá-la. A princípio, Schrödinger e outros pensaram que as funções de onda representam partículas que estão espalhadas com a maioria das partículas onde a função de onda é grande. Isso foi mostrado como incompatível com o espalhamento elástico de um pacote de ondas (representando uma partícula) de um alvo; ele se espalha em todas as direções. Embora uma partícula espalhada possa se espalhar em qualquer direção, ela não se quebra e decola em todas as direções. Em 1926, Born forneceu a perspectiva da amplitude de probabilidade. Isso relaciona os cálculos da mecânica quântica diretamente às observações experimentais probabilísticas. É aceito como parte da interpretação de Copenhague da mecânica quântica. Existem muitas outras interpretações da mecânica quântica. Em 1927, Hartree e Fock deram o primeiro passo na tentativa de resolver a função de onda de N corpos e desenvolveram o ciclo de autoconsistência: um algoritmo iterativo para aproximar a solução. Agora também é conhecido como método de Hartree e Fock. O  determinante de Slater e o permanente (de uma matriz) fazia parte do método, fornecido por John C. Slater.
Schrödinger encontrou uma equação para a função de onda que satisfazia a conservação de energia relativística antes de publicar a que não é relativística, mas a descartou, pois previa probabilidades negativas e energias negativas. Em 1927, Klein, Gordon e Fock também a encontraram, mas incorporaram a interação eletromagnética e provaram que era invariante de Lorentz. De Broglie também chegou à mesma equação em 1928. Esta equação de onda relativística é agora mais comumente conhecida como equação de Klein e Gordon.
Em 1927, Pauli fenomenologicamente encontrou uma equação que não é relativística para descrever partículas de spin 1/2 em campos eletromagnéticos, agora chamada de equação de Pauli. Pauli descobriu que a função de onda não era descrita por uma única função complexa de espaço e tempo, mas precisava de dois números complexos, que correspondem respectivamente aos estados de spin +1/2 e −1/2 do férmion. Logo depois, em 1928, Dirac encontrou uma equação da primeira unificação bem-sucedida da relatividade especial e da mecânica quântica aplicada ao elétron, agora chamada de equação de Dirac. Nisto, a função de onda é um spinor representado por quatro componentes de valor complexo: dois para o elétron e dois para a antipartícula do elétron, o pósitron. No limite que não é relativístico, a função de onda de Dirac se assemelha à função de onda de Pauli para o elétron. Mais tarde, outras equações de onda relativísticas foram encontradas.

### Funções de onda e equações de onda em teorias modernas
Todas essas equações de onda são de importância duradoura. A equação de Schrödinger e a equação de Pauli são, em muitas circunstâncias, excelentes aproximações das variantes relativísticas. Elas são consideravelmente mais fáceis de resolver em problemas práticos do que as contrapartes relativísticas.
A equação de Klein e Gordon e a equação de Dirac, embora sejam relativísticas, não representam a reconciliação completa da mecânica quântica e da relatividade especial. O ramo da mecânica quântica onde essas equações são estudadas da mesma forma que a equação de Schrödinger, frequentemente chamada de mecânica quântica relativística, embora muito bem-sucedida, tem suas limitações (veja, por exemplo, deslocamento de Lamb) e problemas conceituais (veja, por exemplo, mar de Dirac).
A relatividade torna inevitável que o número de partículas em um sistema não seja constante. Para a reconciliação completa, a teoria quântica de campos é necessária. Nessa teoria, as equações de onda e as funções de onda têm seu lugar, mas em uma aparência um pouco diferente. Os principais objetos de interesse não são as funções de onda, mas sim operadores, os chamados operadores de campo (ou apenas campos onde "operador" é entendido) no espaço de estados de Hilbert (a ser descrito na próxima seção). Acontece que as equações de onda relativísticas originais e suas soluções ainda são necessárias para construir o espaço de Hilbert. Além disso, os operadores de campos livres, ou seja, quando se supõe que as interações não existem, acabam por satisfazer (formalmente) a mesma equação que os campos (funções de onda) em muitos casos.
Assim, a equação de Klein–Gordon (spin 0) e a equação de Dirac (spin 1⁄2) nesta forma permanecem na teoria. Análogos de spin mais altos incluem a equação de Proca (spin 1), a equação de Rarita e Schwinger (spin 3⁄2) e, mais geralmente, as equações de Bargmann e Wigner. Para campos livres sem massa, dois exemplos são a equação de Maxwell de campo livre (spin 1) e a equação de Einstein de campo livre (spin 2) para os operadores de campo. Todos eles são essencialmente uma consequência direta do requisito da invariância de Lorentz. Suas soluções devem se transformar sob a transformação de Lorentz de uma forma prescrita, ou seja, sob uma representação do grupo de Lorentz particular e que, juntamente com poucas outras demandas razoáveis, por exemplo, a propriedade de decomposição de cluster, com implicações para causalidade é suficiente para consertar as equações.
Isso se aplica a equações de campo livre; interações não são incluídas. Se uma densidade Lagrangiana (incluindo interações) estiver disponível, então o formalismo Lagrangiano produzirá uma equação de movimento no nível clássico. Esta equação pode ser muito complexa e não passível de solução. Qualquer solução se referiria a um número fixo de partículas e não levaria em conta o termo "interação" como referido nessas teorias, que envolve a criação e aniquilação de partículas e não potenciais externos como na teoria quântica "primeiramente quantizada" comum.
Na teoria das cordas, a situação permanece análoga. Por exemplo, uma função de onda no espaço de momento tem o papel de coeficiente de expansão de Fourier em um estado geral de uma partícula (corda) com momento que não é nitidamente definido.

## Definição (uma partícula semspinem uma dimensão)
Por enquanto, considere o caso simples de uma partícula única que não é relativística, sem spin, em uma dimensão espacial. Casos mais gerais são discutidos abaixo.
De acordo com os postulados da mecânica quântica, o estado de um sistema físico, em tempo fixo {\displaystyle t}, é dado pela função de onda pertencente a um espaço de Hilbert complexo separável. Como tal, o produto interno de duas funções de onda Ψ1 e Ψ2 pode ser definido como o número complexo (no tempo t)
{\displaystyle (\Psi _{1},\Psi _{2})=\int _{-\infty }^{\infty }\,\Psi _{1}^{*}(x,t)\Psi _{2}(x,t)\,dx<\infty }
Mais detalhes são fornecidos abaixo. No entanto, o produto interno de uma função de onda Ψ consigo mesma,
{\displaystyle (\Psi ,\Psi )=\|\Psi \|^{2}}
é sempre um número real positivo. O número ‖Ψ‖ (não ‖Ψ‖2) é chamado de norma da função de onda Ψ. O espaço de Hilbert separável sendo considerado é infinitamente dimensional, o que significa que não há um conjunto finito de funções integráveis ao quadrado que podem ser adicionadas em várias combinações para criar todas as funções integráveis ao quadrado possíveis.

### Funções de onda do espaço de posição
O estado de tal partícula é completamente descrito por sua função de onda,
{\displaystyle \Psi (x,t)}
onde x é a posição e t é o tempo. Esta é uma função de valor complexo de duas variáveis reais x e t.
Para uma partícula sem spin em uma dimensão, se a função de onda for interpretada como uma amplitude de probabilidade; o módulo quadrado da função de onda, o número real positivo
{\displaystyle \left|\Psi (x,t)\right|^{2}=\Psi ^{*}(x,t)\Psi (x,t)=\rho (x)}
é interpretado como a densidade de probabilidade para uma medição da posição da partícula em um dado tempo t. O asterisco indica o conjugado complexo. Se a posição da partícula for medida, sua localização não poderá ser determinada pela função de onda, mas será descrita por uma distribuição de probabilidade.

#### Condição de normalização
A probabilidade de que sua posição x esteja no intervalo a ≤ x ≤ b é a integral da densidade sobre esse intervalo:
{\displaystyle P_{a\leq x\leq b}(t)=\int _{a}^{b}\,|\Psi (x,t)|^{2}dx}
onde t é o tempo em que a partícula foi medida. Isso leva à condição de normalização:
{\displaystyle \int _{-\infty }^{\infty }\,|\Psi (x,t)|^{2}dx=1}
porque se a partícula for medida, há 100% de probabilidade de que ela esteja em algum lugar.
Para um dado sistema, o conjunto de todas as funções de onda normalizáveis possíveis (em qualquer dado momento) forma um espaço vetorial matemático abstrato, o que significa que é possível somar diferentes funções de onda e multiplicar funções de onda por números complexos. Tecnicamente, as funções de onda formam um raio em um espaço de Hilbert projetivo em vez de um espaço vetorial comum.

#### Estados quânticos como vetores
Em um instante particular de tempo, todos os valores da função de onda Ψ(x, t) são componentes de um vetor. Há um número incontável de infinitamente muitos deles e a integração é usada no lugar da soma. Na notação bra-ket, esse vetor é escrito
{\displaystyle |\Psi (t)\rangle =\int \Psi (x,t)|x\rangle dx}
e é chamado de "vetor de estado quântico" ou simplesmente "estado quântico". Existem várias vantagens em entender as funções de onda como representando elementos de um espaço vetorial abstrato:
- Todas as ferramentas poderosas da álgebra linear podem ser usadas para manipular e entender funções de onda. Por exemplo:
  - A álgebra linear explica como um espaço vetorial pode receber uma base, e então qualquer vetor no espaço vetorial pode ser expresso nessa base. Isso explica a relação entre uma função de onda no espaço de posição e uma função de onda no espaço de momento e sugere que há outras possibilidades também.
  - A notação bra-ket pode ser usada para manipular funções de onda.
- A ideia de que estados quânticos são vetores em um espaço vetorial abstrato é completamente geral em todos os aspectos da mecânica quântica e da teoria quântica de campos, enquanto a ideia de que estados quânticos são funções de "onda" de valor complexo do espaço é verdadeira apenas em certas situações.

O parâmetro de tempo é frequentemente suprimido, e será no seguinte. A coordenada x é um índice contínuo. Os |x⟩ são chamados de vetores impróprios que, diferentemente dos vetores próprios que são normalizáveis para a unidade, só podem ser normalizados para uma função delta de Dirac.
{\displaystyle \langle x'|x\rangle =\delta (x'-x)} assim
{\displaystyle \langle x'|\Psi \rangle =\int \Psi (x)\langle x'|x\rangle dx=\Psi (x')}
e
{\displaystyle |\Psi \rangle =\int |x\rangle \langle x|\Psi \rangle dx=\left(\int |x\rangle \langle x|dx\right)|\Psi \rangle }
que ilumina o operador de identidade
{\displaystyle I=\int |x\rangle \langle x|dx}
que é análogo à relação de completude da base ortonormal no espaço de Hilbert N-dimensional.
Encontrar o operador de identidade em uma base permite que o estado abstrato seja expresso explicitamente em uma base, e mais (o produto interno entre dois vetores de estado, e outros operadores para observáveis, podem ser expressos na base).

### Funções de onda do espaço de momento
A partícula também tem uma função de onda no espaço de momento:
{\displaystyle \Phi (p,t)}
onde p é o momento em uma dimensão, que pode ser qualquer valor de −∞ a +∞, e t é o tempo.
Análogo ao caso da posição, o produto interno de duas funções de onda Φ1(p, t) e Φ2(p, t) pode ser definido como:
{\displaystyle (\Phi _{1},\Phi _{2})=\int _{-\infty }^{\infty }\,\Phi _{1}^{*}(p,t)\Phi _{2}(p,t)dp}
Uma solução particular para a equação de Schrödinger independente do tempo é
{\displaystyle \Psi _{p}(x)=e^{ipx/\hbar }}
uma onda plana, que pode ser usada na descrição de uma partícula com momento exatamente p, uma vez que é uma autofunção do operador de momento. Essas funções não são normalizáveis para a unidade (elas não são integráveis ao quadrado), então elas não são realmente elementos do espaço físico de Hilbert. O conjunto
{\displaystyle \{\Psi _{p}(x,t),-\infty \leq p\leq \infty \}}
forma o que é chamado de base de momento. Esta "base" não é uma base no sentido matemático usual. Por um lado, uma vez que as funções não são normalizáveis, elas são normalizadas para uma função delta,
{\displaystyle (\Psi _{p},\Psi _{p'})=\delta (p-p')}
Por outro lado, embora sejam linearmente independentes, há muitas delas (elas formam um conjunto incontável) para uma base para o espaço físico de Hilbert. Eles ainda podem ser usados para expressar todas as funções usando transformadas de Fourier, conforme descrito a seguir.

### Relações entre as representações de posição e de momento
As representações x e p  são {\displaystyle {\begin{aligned}|\Psi \rangle =I|\Psi \rangle &=\int |x\rangle \langle x|\Psi \rangle dx=\int \Psi (x)|x\rangle dx,\\|\Psi \rangle =I|\Psi \rangle &=\int |p\rangle \langle p|\Psi \rangle dp=\int \Phi (p)|p\rangle dp\end{aligned}}}
Agora pegue a projeção do estado Ψ em autofunções de momento usando a última expressão nas duas equações,
{\displaystyle \int \Psi (x)\langle p|x\rangle dx=\int \Phi (p')\langle p|p'\rangle dp'=\int \Phi (p')\delta (p-p')dp'=\Phi (p)}
Em seguida, utilizando a expressão conhecida para estados próprios de momento adequadamente normalizados nas soluções de representação de posição da equação de Schrödinger livre
{\displaystyle \langle x|p\rangle =p(x)={\frac {1}{\sqrt {2\pi \hbar }}}e^{{\frac {i}{\hbar }}px}\Rightarrow \langle p|x\rangle ={\frac {1}{\sqrt {2\pi \hbar }}}e^{-{\frac {i}{\hbar }}px}}
obtém-se
{\displaystyle \Phi (p)={\frac {1}{\sqrt {2\pi \hbar }}}\int \Psi (x)e^{-{\frac {i}{\hbar }}px}dx}
Da mesma forma, usando autofunções de posição,
{\displaystyle \Psi (x)={\frac {1}{\sqrt {2\pi \hbar }}}\int \Phi (p)e^{{\frac {i}{\hbar }}px}dp}
As funções de onda do espaço de posição e do espaço de momento são, portanto, transformadas de Fourier uma da outra. Elas são duas representações do mesmo estado; contendo as mesmas informações, e qualquer uma delas é suficiente para calcular qualquer propriedade da partícula.
Na prática, a função de onda do espaço de posição é usada com muito mais frequência do que a função de onda do espaço de momento. O potencial que entra na equação relevante (Schrödinger, Dirac, etc.) determina em qual base a descrição é mais fácil. Para o oscilador harmônico, x e p entram simetricamente, então não importa qual descrição se usa. A mesma equação (constantes de módulo) resulta. Disto, com um pouco de reflexão tardia, segue-se que as soluções para a equação de onda do oscilador harmônico são autofunções da transformada de Fourier em L2.

## Definições (outros casos)
A seguir estão as formas gerais da função de onda para sistemas em dimensões superiores e mais partículas, além de incluir outros graus de liberdade além de coordenadas de posição ou componentes de momento.

### Espaço de Hilbert de dimensão finita
Embora os espaços de Hilbert originalmente se refiram a espaços de produto interno completos de dimensão infinita, eles, por definição, incluem também espaços de produto interno completos de dimensão finita. Na física, eles são frequentemente chamados de espaços de Hilbert de dimensão finita. Para cada espaço de Hilbert de dimensão finita, existem kets de base ortonormais que abrangem todo o espaço de Hilbert.
Se o conjunto N-dimensional {\textstyle \{|\phi _{i}\rangle \}} for ortonormal, então o operador de projeção para o espaço abrangido por esses estados é dado por:
{\displaystyle P=\sum _{i}|\phi _{i}\rangle \langle \phi _{i}|=I}
onde a projeção é equivalente ao operador de identidade, pois {\textstyle \{|\phi _{i}\rangle \}} abrange todo o espaço de Hilbert, deixando qualquer vetor do espaço de Hilbert inalterado. Isso também é conhecido como relação de completude do espaço de Hilbert de dimensão finita.
A função de onda é dada por:
| ψ ⟩ = I | ψ ⟩ = ∑ i | ϕ i ⟩ ⟨ ϕ i | ψ ⟩
{\displaystyle |\psi \rangle =I|\psi \rangle =\sum _{i}|\phi _{i}\rangle \langle \phi _{i}|\psi \rangle }
onde {\textstyle \{\langle \phi _{i}|\psi \rangle \}}, é um conjunto de números complexos que podem ser usados para construir uma função de onda usando a fórmula acima.

#### Interpretação de probabilidade do produto interno
Se o conjunto {\textstyle \{|\phi _{i}\rangle \}} são autovetores de um observável que não é degenerado com autovalores {\textstyle \lambda _{i}}, pelos postulados da mecânica quântica, a probabilidade de medir o observável como {\textstyle \lambda _{i}} é dada de acordo com a regra de Born como:
{\displaystyle P_{\psi }(\lambda _{i})=|\langle \phi _{i}|\psi \rangle |^{2}}
Para {\textstyle \{|\phi _{i}\rangle \}} de algum observável, se os autovalores {\textstyle \lambda } tiverem subconjunto de autovetores rotulados como {\textstyle \{|\lambda ^{(j)}\rangle \}}, pelos postulados da mecânica quântica, a probabilidade de medir o observável como {\textstyle \lambda } é dada por:
{\displaystyle P_{\psi }(\lambda )=\sum _{j}|\langle \lambda ^{(j)}|\psi \rangle |^{2}=|{\widehat {P}}_{\lambda }|\psi \rangle |^{2}}
onde
{\textstyle {\widehat {P}}_{\lambda }=\sum _{j}|\lambda ^{(j)}\rangle \langle \lambda ^{(j)}|}
é um operador de projeção de estados para o subespaço abrangido por {\textstyle \{|\lambda ^{(j)}\rangle \}}. A igualdade segue devido à natureza ortogonal de {\textstyle \{|\phi _{i}\rangle \}}.
Portanto, {\textstyle \{\langle \phi _{i}|\psi \rangle \}} que especificam o estado do sistema mecânico quântico, têm magnitudes cujo quadrado fornece a probabilidade de medir o respectivo estado {\textstyle |\phi _{i}\rangle }.

#### Significado físico da fase relativa
Enquanto a fase relativa tem efeitos observáveis em experimentos, a fase global do sistema é experimentalmente indistinguível. Por exemplo, em uma partícula em superposição de dois estados, a fase global da partícula não pode ser distinguida encontrando o valor esperado do observável ou probabilidades de observar estados diferentes, mas as fases relativas podem afetar os valores esperados dos observáveis.
Embora a fase geral do sistema seja considerada arbitrária, a fase relativa para cada estado {\textstyle |\phi _{i}\rangle } de um estado preparado em superposição pode ser determinada com base no significado físico do estado preparado e sua simetria. Por exemplo, a construção de estados de spin ao longo da direção x como uma superposição de estados de spin ao longo da direção z, pode ser feita aplicando a transformação de rotação apropriada no spin ao longo dos estados z, que fornece a fase apropriada dos estados em relação uns aos outros.

#### Aplicação para incluirspin
Um exemplo de espaço de Hilbert de dimensão finita pode ser construído usando autovetores de spin de partículas de spin {\textstyle s} que formam um espaço de Hilbert de dimensão {\textstyle 2s+1}. No entanto, a função de onda geral de uma partícula que descreve completamente seu estado é sempre de um espaço de Hilbert de dimensão infinita, pois envolve um produto tensorial com espaço de Hilbert relacionado à posição ou momento da partícula. No entanto, as técnicas desenvolvidas para o espaço de Hilbert de dimensão finita são úteis, pois podem ser tratadas independentemente ou tratadas em consideração à linearidade do produto tensorial.
Como o operador de spin para uma dada partícula de spin {\textstyle s} pode ser representado como uma matriz finita {\textstyle (2s+1)^{2}} que atua em componentes de vetor de spin independentes de {\textstyle 2s+1}, geralmente é preferível denotar componentes de spin usando notação de matriz coluna/linha, conforme aplicável.
Por exemplo, cada |sz⟩ é geralmente identificado como um vetor coluna:
{\displaystyle |s\rangle \leftrightarrow {\begin{bmatrix}1\\0\\\vdots \\0\\0\\\end{bmatrix}}\,,\quad |s-1\rangle \leftrightarrow {\begin{bmatrix}0\\1\\\vdots \\0\\0\\\end{bmatrix}}\,,\ldots \,,\quad |-(s-1)\rangle \leftrightarrow {\begin{bmatrix}0\\0\\\vdots \\1\\0\\\end{bmatrix}}\,,\quad |-s\rangle \leftrightarrow {\begin{bmatrix}0\\0\\\vdots \\0\\1\\\end{bmatrix}}}
mas é um abuso comum de notação, porque os kets |sz⟩ não são sinônimos ou iguais aos vetores coluna. Os vetores coluna simplesmente fornecem uma maneira conveniente de expressar os componentes de spin.
Correspondendo à notação, o operador de spin do componente z pode ser escrito como:
{\displaystyle {\frac {1}{\hbar }}{\hat {S}}_{z}={\begin{bmatrix}s&0&\cdots &0&0\\0&s-1&\cdots &0&0\\\vdots &\vdots &\ddots &\vdots &\vdots \\0&0&\cdots &-(s-1)&0\\0&0&\cdots &0&-s\end{bmatrix}}}
já que os autovetores do operador de spin do componente z são os vetores da coluna acima, com autovalores sendo os números quânticos de spin correspondentes.
Correspondendo à notação, um vetor de tal espaço de Hilbert de dimensão finita é, portanto, representado como:
{\displaystyle |\phi \rangle ={\begin{bmatrix}\langle s|\phi \rangle \\\langle s-1|\phi \rangle \\\vdots \\\langle -(s-1)|\phi \rangle \\\langle -s|\phi \rangle \\\end{bmatrix}}={\begin{bmatrix}\varepsilon _{s}\\\varepsilon _{s-1}\\\vdots \\\varepsilon _{-s+1}\\\varepsilon _{-s}\\\end{bmatrix}}}
onde {\textstyle \{\varepsilon _{i}\}} são números complexos correspondentes.
Na discussão a seguir envolvendo spin, a função de onda completa é considerada como produto tensorial de estados de spin de espaços de Hilbert de dimensão finita e a função de onda que foi desenvolvida anteriormente. A base para este espaço de Hilbert é, portanto, considerada:
{\displaystyle |\mathbf {r} ,s_{z}\rangle =|\mathbf {r} \rangle |s_{z}\rangle }

### Estados de uma partícula no espaço de posição 3D
A função de onda do espaço de posição de uma única partícula sem spin em três dimensões espaciais é semelhante ao caso de uma dimensão espacial acima:
{\displaystyle \Psi (\mathbf {r} ,t)}
onde r é o vetor de posição no espaço tridimensional e t é o tempo. Como sempre, Ψ(r, t) é uma função de valor complexo de variáveis reais. Como um único vetor na notação de Dirac
{\displaystyle |\Psi (t)\rangle =\int d^{3}\!\mathbf {r} \,\Psi (\mathbf {r} ,t)\,|\mathbf {r} \rangle }
Todas as observações anteriores sobre produtos internos, funções de onda de espaço de momento, transformadas de Fourier e assim por diante se estendem a mais dimensões.
Para uma partícula com spin, ignorando os graus de liberdade de posição, a função de onda é uma função apenas de spin (o tempo é um parâmetro);
{\displaystyle \xi (s_{z},t)}
onde sz é o número quântico de projeção de spin ao longo do eixo z. (O eixo z é uma escolha arbitrária; outros eixos podem ser usados em vez disso se a função de onda for transformada adequadamente, veja abaixo.) O parâmetro sz, diferentemente de r e t, é uma variável discreta. Por exemplo, para uma partícula de spin 1/2, sz pode ser somente +1/2 ou −1/2, e nenhum outro valor. (Em geral, para spin s, sz pode ser s, s − 1, ..., −s + 1, −s). Inserir cada número quântico fornece uma função de valor complexo de espaço e tempo, há 2s + 1 deles. Eles podem ser organizados em um vetor de coluna
{\displaystyle \xi ={\begin{bmatrix}\xi (s,t)\\\xi (s-1,t)\\\vdots \\\xi (-(s-1),t)\\\xi (-s,t)\\\end{bmatrix}}=\xi (s,t){\begin{bmatrix}1\\0\\\vdots \\0\\0\\\end{bmatrix}}+\xi (s-1,t){\begin{bmatrix}0\\1\\\vdots \\0\\0\\\end{bmatrix}}+\cdots +\xi (-(s-1),t){\begin{bmatrix}0\\0\\\vdots \\1\\0\\\end{bmatrix}}+\xi (-s,t){\begin{bmatrix}0\\0\\\vdots \\0\\1\\\end{bmatrix}}}
Na notação bra e ket, eles se organizam facilmente nos componentes de um vetor:
{\displaystyle |\xi (t)\rangle =\sum _{s_{z}=-s}^{s}\xi (s_{z},t)\,|s_{z}\rangle }
O vetor ξ inteiro é uma solução da equação de Schrödinger (com um hamiltoniano adequado), que se desdobra em um sistema acoplado de equações diferenciais ordinárias 2s + 1 com soluções ξ(s, t), ξ(s − 1, t), ..., ξ(−s, t). O termo "função de spin" em vez de "função de onda" é usado por alguns autores. Isso contrasta as soluções para funções de onda de espaço de posição, as coordenadas de posição sendo graus de liberdade contínuos, porque então a equação de Schrödinger assume a forma de uma equação de onda.
Mais geralmente, para uma partícula em 3d com qualquer spin, a função de onda pode ser escrita em "espaço de posição e spin" como:
{\displaystyle \Psi (\mathbf {r} ,s_{z},t)}
e estes também podem ser organizados em um vetor de coluna
{\displaystyle \Psi (\mathbf {r} ,t)={\begin{bmatrix}\Psi (\mathbf {r} ,s,t)\\\Psi (\mathbf {r} ,s-1,t)\\\vdots \\\Psi (\mathbf {r} ,-(s-1),t)\\\Psi (\mathbf {r} ,-s,t)\\\end{bmatrix}}}
em que a dependência de spin é colocada na indexação das entradas, e a função de onda é uma função de valor vetorial complexa de espaço e tempo apenas.
Todos os valores da função de onda, não apenas para variáveis discretas, mas também contínuas, são coletados em um único vetor
{\displaystyle |\Psi (t)\rangle =\sum _{s_{z}}\int d^{3}\!\mathbf {r} \,\Psi (\mathbf {r} ,s_{z},t)\,|\mathbf {r} ,s_{z}\rangle }
Para uma única partícula, o produto tensorial ⊗ do seu vetor de estado de posição |ψ⟩ e do vetor de estado de spin |ξ⟩ fornece o vetor de estado de posição e spin composto
{\displaystyle |\psi (t)\rangle \!\otimes \!|\xi (t)\rangle =\sum _{s_{z}}\int d^{3}\!\mathbf {r} \,\psi (\mathbf {r} ,t)\,\xi (s_{z},t)\,|\mathbf {r} \rangle \!\otimes \!|s_{z}\rangle }
com as identificações
{\displaystyle |\Psi (t)\rangle =|\psi (t)\rangle \!\otimes \!|\xi (t)\rangle }
{\displaystyle \Psi (\mathbf {r} ,s_{z},t)=\psi (\mathbf {r} ,t)\,\xi (s_{z},t)}
{\displaystyle |\mathbf {r} ,s_{z}\rangle =|\mathbf {r} \rangle \!\otimes \!|s_{z}\rangle }
A fatoração do produto tensorial de autoestados de energia é sempre possível se os momentos angulares orbitais e de spin da partícula forem separáveis no operador hamiltoniano subjacente à dinâmica do sistema (em outras palavras, o hamiltoniano pode ser dividido na soma dos termos orbitais e de spin). A dependência de tempo pode ser colocada em qualquer fator, e a evolução temporal de cada um pode ser estudada separadamente. Sob tais hamiltonianos, qualquer estado de produto tensorial evolui para outro estado de produto tensorial, o que significa essencialmente que qualquer estado não emaranhado permanece não emaranhado sob a evolução temporal. Diz-se que isso acontece quando não há interação física entre os estados dos produtos tensoriais. No caso de hamiltonianos que não são separáveis, os autoestados de energia são considerados alguma combinação linear de tais estados, que não precisam ser fatoráveis; exemplos incluem uma partícula em um campo magnético, e acoplamento de spin e órbita.
A discussão anterior não se limita ao spin como uma variável discreta, o momento angular total J também pode ser usado. Outros graus discretos de liberdade, como o isospin, podem ser expressos de forma semelhante ao caso de spin acima.

### Estados de muitas partículas no espaço de posição 3D

Ondas viajantes de duas partículas livres, com duas das três dimensões suprimidas. A parte superior é a função de onda de espaço de posição, a parte inferior é a função de onda de espaço de momento, com densidades de probabilidade correspondentes.

Se houver muitas partículas, em geral há apenas uma função de onda, não uma função de onda separada para cada partícula. O fato de uma função de onda descrever muitas partículas é o que torna o emaranhamento quântico e o paradoxo de Einstein,Podolsky, e Rosen (EPR) possíveis. A função de onda de espaço de posição para N partículas é escrita:
{\displaystyle \Psi (\mathbf {r} _{1},\mathbf {r} _{2}\cdots \mathbf {r} _{N},t)}
onde ri é a posição da i-ésima partícula no espaço tridimensional, e t é o tempo. No total, esta é uma função de valor complexo de 3N + 1 variáveis reais.
Na mecânica quântica, há uma distinção fundamental entre partículas idênticas e partículas distinguíveis. Por exemplo, quaisquer dois elétrons são idênticos e fundamentalmente indistinguíveis um do outro; as leis da física tornam impossível "carimbar um número de identificação" em um determinado elétron para mantê-lo sob controle. Isso se traduz em um requisito na função de onda para um sistema de partículas idênticas:
Ψ {\displaystyle \Psi \left(\ldots \mathbf {r} _{a},\ldots ,\mathbf {r} _{b},\ldots \right)=\pm \Psi \left(\ldots \mathbf {r} _{b},\ldots ,\mathbf {r} _{a},\ldots \right)}
onde o sinal + ocorre se as partículas forem todas bósons e o sinal − se forem todas férmions. Em outras palavras, a função de onda é totalmente simétrica nas posições dos bósons ou totalmente antisimétrica nas posições dos férmions. A troca física de partículas corresponde a argumentos de comutação matemática na função de onda. A característica antisimétrica das funções de onda fermiônicas leva ao princípio de Pauli. Geralmente, os requisitos de simetria bosônica e fermiônica são a manifestação de estatísticas de partículas e estão presentes em outros formalismos de estado quântico.
Para N partículas distinguíveis (nenhuma sendo duas idênticas, ou seja, nenhuma tendo o mesmo conjunto de números quânticos), não há exigência de que a função de onda seja simétrica ou antissimétrica.
Para uma coleção de partículas, algumas idênticas com coordenadas r1, r2, ... e outras distinguíveis x1, x2, ..., ... (que não são idênticas entre si, e que não são idênticas às partículas idênticas mencionadas acima), a função de onda é simétrica ou antisimétrica nas coordenadas de partículas idênticas ri apenas:
{\displaystyle \Psi \left(\ldots \mathbf {r} _{a},\ldots ,\mathbf {r} _{b},\ldots ,\mathbf {x} _{1},\mathbf {x} _{2},\ldots \right)=\pm \Psi \left(\ldots \mathbf {r} _{b},\ldots ,\mathbf {r} _{a},\ldots ,\mathbf {x} _{1},\mathbf {x} _{2},\ldots \right)}
Novamente, não há exigência de simetria para as coordenadas de partículas distinguíveis xi.
A função de onda para N partículas, cada uma com spin, é a função de valor complexo
{\displaystyle \Psi (\mathbf {r} _{1},\mathbf {r} _{2}\cdots \mathbf {r} _{N},s_{z\,1},s_{z\,2}\cdots s_{z\,N},t)}
Acumulando todos esses componentes em um único vetor,
{\displaystyle |\Psi \rangle =\overbrace {\sum _{s_{z\,1},\ldots ,s_{z\,N}}} ^{\text{rótulos discretos}}\overbrace {\int _{R_{N}}d^{3}\mathbf {r} _{N}\cdots \int _{R_{1}}d^{3}\mathbf {r} _{1}} ^{\text{rótulos contínuos}}\;\underbrace {{\Psi }(\mathbf {r} _{1},\ldots ,\mathbf {r} _{N},s_{z\,1},\ldots ,s_{z\,N})} _{\begin{array}{c}{\text{função de onda (componente de }}\\{\text{ vetor de estado ao longo do estado base)}}\end{array}}\;\underbrace {|\mathbf {r} _{1},\ldots ,\mathbf {r} _{N},s_{z\,1},\ldots ,s_{z\,N}\rangle } _{\text{estado base (base ket)}}}
Para partículas idênticas, os requisitos de simetria se aplicam aos argumentos de posição e spin da função de onda, de modo que ela tenha a simetria geral correta.
As fórmulas para os produtos internos são integrais sobre todas as coordenadas ou momentos e somas sobre todos os números quânticos de spin. Para o caso geral de N partículas com spin em 3-d,
{\displaystyle (\Psi _{1},\Psi _{2})=\sum _{s_{z\,N}}\cdots \sum _{s_{z\,2}}\sum _{s_{z\,1}}\int \limits _{\text{ espaço todo}}d^{3}\mathbf {r} _{1}\int \limits _{\text{ espaço todo}}d^{3}\mathbf {r} _{2}\cdots \int \limits _{\text{ espaço todo}}d^{3}\mathbf {r} _{N}\Psi _{1}^{*}\left(\mathbf {r} _{1}\cdots \mathbf {r} _{N},s_{z\,1}\cdots s_{z\,N},t\right)\Psi _{2}\left(\mathbf {r} _{1}\cdots \mathbf {r} _{N},s_{z\,1}\cdots s_{z\,N},t\right)}
isto é, no total, N integrais de volume tridimensionais e N somas sobre os spins. Os elementos de volume diferencial d3ri também são escritos "dVi" ou "dxi dyi dzi".
As transformadas de Fourier multidimensionais das funções de onda de espaço de posição ou posição e spin produzem funções de onda de espaço de momento ou momento e spin.

#### Interpretação de probabilidade
Para o caso geral de N partículas com spin em 3d, se Ψ for interpretado como uma amplitude de probabilidade, a densidade de probabilidade é
{\displaystyle \rho \left(\mathbf {r} _{1}\cdots \mathbf {r} _{N},s_{z\,1}\cdots s_{z\,N},t\right)=\left|\Psi \left(\mathbf {r} _{1}\cdots \mathbf {r} _{N},s_{z\,1}\cdots s_{z\,N},t\right)\right|^{2}}
e a probabilidade de que a partícula 1 esteja na região R1 com spin sz1 = m1 e a partícula 2 esteja na região R2 com spin sz2 = m2 etc. no tempo t é a integral da densidade de probabilidade sobre essas regiões e avaliada nesses números de spin:
{\displaystyle P_{\mathbf {r} _{1}\in R_{1},s_{z\,1}=m_{1},\ldots ,\mathbf {r} _{N}\in R_{N},s_{z\,N}=m_{N}}(t)=\int _{R_{1}}d^{3}\mathbf {r} _{1}\int _{R_{2}}d^{3}\mathbf {r} _{2}\cdots \int _{R_{N}}d^{3}\mathbf {r} _{N}\left|\Psi \left(\mathbf {r} _{1}\cdots \mathbf {r} _{N},m_{1}\cdots m_{N},t\right)\right|^{2}}

#### Significado físico da fase
Na mecânica quântica que não é relativística, pode ser demonstrado usando a equação de onda dependente de tempo de Schrodinger que a equação:
{\displaystyle {\frac {\partial \rho }{\partial t}}+\nabla \cdot \mathbf {J} =0}
é satisfeita, onde {\textstyle \rho (\mathbf {x} ,t)=|\psi (\mathbf {x} ,t)|^{2}} é a densidade de probabilidade e {\textstyle \mathbf {J} (\mathbf {x} ,t)={\frac {\hbar }{2im}}(\psi ^{*}\nabla \psi -\psi \nabla \psi ^{*})={\frac {\hbar }{m}}{\text{Im}}(\psi ^{*}\nabla \psi )}, é conhecido como o fluxo de probabilidade de acordo com a forma de equação de continuidade da equação acima.
Usando a seguinte expressão para função de onda:
{\displaystyle \psi (\mathbf {x} ,t)={\sqrt {\rho (\mathbf {x} ,t)}}\exp {\frac {iS(\mathbf {x} ,t)}{\hbar }}}
onde {\textstyle \rho (\mathbf {x} ,t)=|\psi (\mathbf {x} ,t)|^{2}} é a densidade de probabilidade e {\textstyle S(\mathbf {x} ,t)} é a fase da função de onda, pode ser mostrado que:
{\displaystyle \mathbf {J} (\mathbf {x} ,t)={\frac {\rho \nabla S}{m}}}
Portanto, a variação espacial da fase caracteriza o fluxo de probabilidade.
Na analogia clássica, para {\textstyle \mathbf {J} =\rho \mathbf {v} }, a quantidade {\textstyle {\frac {\nabla S}{m}}} é análoga à velocidade. Note que isso não implica uma interpretação literal de {\textstyle {\frac {\nabla S}{m}}} como velocidade, uma vez que velocidade e posição não podem ser determinadas simultaneamente de acordo com o princípio da incerteza. Substituindo a forma da função de onda na equação de onda dependente de tempo de Schrodinger e tomando o limite clássico, {\textstyle \hbar |\nabla ^{2}S|\ll |\nabla S|^{2}}:
{\displaystyle {\frac {1}{2m}}|\nabla S(\mathbf {x} ,t)|^{2}+V(\mathbf {x} )+{\frac {\partial S}{\partial t}}=0}
Que é análogo à equação de Hamilton e Jacobi da mecânica clássica. Esta interpretação se encaixa com a teoria de Hamilton e Jacobi, na qual {\textstyle \mathbf {P} _{\text{class.}}=\nabla S}, onde S é a função principal de Hamilton.

## Dependência do tempo
Para sistemas em potenciais independentes do tempo, a função de onda pode sempre ser escrita como uma função dos graus de liberdade multiplicados por um fator de fase dependente do tempo, cuja forma é dada pela equação de Schrödinger. Para N partículas, considerando apenas suas posições e suprimindo outros graus de liberdade,
{\displaystyle \Psi (\mathbf {r} _{1},\mathbf {r} _{2},\ldots ,\mathbf {r} _{N},t)=e^{-iEt/\hbar }\,\psi (\mathbf {r} _{1},\mathbf {r} _{2},\ldots ,\mathbf {r} _{N})}
onde E é o autovalor de energia do sistema correspondente ao autoestado Ψ. Funções de onda dessa forma são chamadas de estados estacionários.
A dependência temporal do estado quântico e dos operadores pode ser colocada de acordo com transformações unitárias nos operadores e estados. Para qualquer estado quântico |Ψ⟩ e operador O, na imagem de Schrödinger |Ψ(t)⟩ muda com o tempo de acordo com a equação de Schrödinger enquanto O é constante. Na imagem de Heisenberg é o contrário, |Ψ⟩ é constante enquanto O(t) evolui com o tempo de acordo com a equação de movimento de Heisenberg. A imagem de Dirac (ou interação) é intermediária, a dependência temporal é colocada em operadores e estados que evoluem de acordo com equações de movimento. É útil principalmente na computação de elementos da matriz S.

## Exemplos que não são relativísticos
A seguir estão soluções para a equação de Schrödinger para uma partícula sem spin que não é relativística.

### Barreira de potencial finita

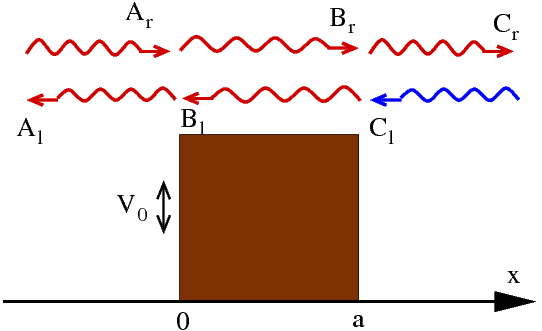
Espalhamento em uma barreira potencial finita de altura V_{0}. As amplitudes e a direção das ondas em movimento para a esquerda e para a direita são indicadas. Em vermelho, as ondas usadas para a derivação da amplitude de reflexão e transmissão. E > V_{0} para esta ilustração.

Uma das características mais proeminentes da mecânica ondulatória é a possibilidade de uma partícula atingir um local com um potencial de força proibitivo (na mecânica clássica). Um modelo comum é a "barreira de potencial", o caso unidimensional tem o potencial
{\displaystyle V(x)={\begin{cases}V_{0}&|x|<a\\0&|x|\geq a\end{cases}}}
e as soluções de estado estacionário para a equação de onda têm a forma (para algumas constantes k, κ)
{\displaystyle \Psi (x)={\begin{cases}A_{\mathrm {r} }e^{ikx}+A_{\mathrm {l} }e^{-ikx}&x<-a\\B_{\mathrm {r} }e^{\kappa x}+B_{\mathrm {l} }e^{-\kappa x}&|x|\leq a\\C_{\mathrm {r} }e^{ikx}+C_{\mathrm {l} }e^{-ikx}&x>a\end{cases}}}
Observe que essas funções de onda não são normalizadas; veja a teoria de espalhamento para discussão.
A interpretação padrão disso é como um fluxo de partículas sendo disparadas no passo da esquerda (a direção de x negativo): definir Ar = 1 corresponde a disparar partículas individualmente; os termos contendo Ar e Cr significam movimento para a direita, enquanto Al e Cl – para a esquerda. Sob essa interpretação de feixe, coloque Cl = 0, já que nenhuma partícula está vindo da direita. Aplicando a continuidade das funções de onda e suas derivadas nas fronteiras, é possível determinar as constantes acima.

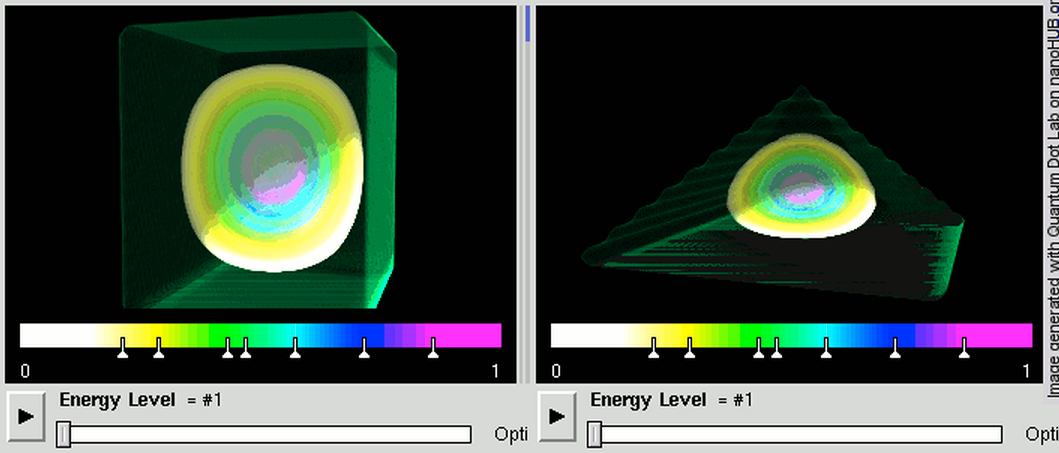
Funções de onda de elétrons confinados em 3D em um ponto quântico. Aqui, pontos quânticos retangulares e triangulares são mostrados. Estados de energia em pontos retangulares são mais do tipo s e do tipo p. No entanto, em um ponto triangular, as funções de onda são misturadas devido à simetria de confinamento. (Clique para animação)

Em um cristalito semicondutor cujo raio é menor que o tamanho do raio de Bohr do seu excíton, os excitons são comprimidos, levando ao confinamento quântico. Os níveis de energia podem então ser modelados usando o modelo de partícula em uma caixa, no qual a energia de diferentes estados depende do comprimento da caixa.

### Oscilador harmônico quântico
As funções de onda para o oscilador harmônico quântico podem ser expressas em termos de polinômios de Hermite Hn, eles são
{\displaystyle \Psi _{n}(x)={\sqrt {\frac {1}{2^{n}\,n!}}}\cdot \left({\frac {m\omega }{\pi \hbar }}\right)^{1/4}\cdot e^{-{\frac {m\omega x^{2}}{2\hbar }}}\cdot H_{n}{\left({\sqrt {\frac {m\omega }{\hbar }}}x\right)}}
onde n = 0, 1, 2, ....
A densidade de probabilidade de elétrons para os primeiros orbitais de elétrons do átomo de hidrogênio mostrados como seções transversais. Esses orbitais formam uma base ortonormal para a função de onda do elétron. Diferentes orbitais são representados com escalas diferentes.

### Átomo de hidrogênio
As funções de onda de um elétron em um átomo de hidrogênio são expressas em termos de harmônicos esféricos e polinômios de Laguerre generalizados (estes são definidos de forma diferente por diferentes autores — veja o artigo principal sobre eles e o átomo de hidrogênio).
É conveniente usar coordenadas esféricas, e a função de onda pode ser separada em funções de cada coordenada,
{\displaystyle \Psi _{n\ell m}(r,\theta ,\phi )=R(r)\,\,Y_{\ell }^{m}\!(\theta ,\phi )}
onde:
- R são funções radiais;
- Ym
ℓ(θ, φ) são harmônicos esféricos de grau ℓ e ordem m.

Este é o único átomo para o qual a equação de Schrödinger foi resolvida exatamente. Átomos multielétrons requerem métodos aproximados. A família de soluções é:
{\displaystyle \Psi _{n\ell m}(r,\theta ,\phi )={\sqrt {{\left({\frac {2}{na_{0}}}\right)}^{3}{\frac {(n-\ell -1)!}{2n[(n+\ell )!]}}}}e^{-r/na_{0}}\left({\frac {2r}{na_{0}}}\right)^{\ell }L_{n-\ell -1}^{2\ell +1}\left({\frac {2r}{na_{0}}}\right)\cdot Y_{\ell }^{m}(\theta ,\phi )}
onde:
- a0 = 4πε0ħ2/mee2 é o raio de Bohr;
- L2ℓ + 1
n − ℓ − 1 são os polinômios de Laguerre generalizados de grau n − ℓ − 1;
- n = 1, 2, ... é o número quântico principal;
- ℓ = 0, 1, ..., n − 1 o número quântico azimutal;
- m = −ℓ, −ℓ + 1, ...,  ℓ − 1, ℓ o número quântico magnético.

Átomos semelhantes ao hidrogênio têm soluções muito semelhantes.
Esta solução não leva em consideração o spin do elétron.
Na figura dos orbitais de hidrogênio, as 19 subimagens são imagens de funções de onda no espaço de posição (sua norma ao quadrado). As funções de onda representam o estado abstrato caracterizado pelo triplo dos números quânticos ((n, ℓ, m)), no canto inferior direito de cada imagem. Estes são o número quântico principal, o número quântico do momento angular orbital e o número quântico magnético. Junto com um número quântico de projeção de spin do elétron, este é um conjunto completo de observáveis.
A figura pode servir para ilustrar algumas propriedades adicionais dos espaços de função de funções de onda.
- Neste caso, as funções de onda são integráveis ao quadrado. Pode-se inicialmente tomar o espaço de função como o espaço de funções integráveis ao quadrado, geralmente denotado L2.
- As funções exibidas são soluções para a equação de Schrödinger. Obviamente, nem toda função em L2 satisfaz a equação de Schrödinger para o átomo de hidrogênio. O espaço de função é, portanto, um subespaço de L2.
- As funções exibidas fazem parte de uma base para o espaço de função. Para cada triplo (n, ℓ, m), corresponde uma função de onda base. Se o spin for levado em conta, há duas funções base para cada triplo. O espaço de funções, portanto, tem uma base contável.

As funções base são mutuamente ortonormais.

## Funções de onda e espaços de funções
O conceito de espaços de funções entra naturalmente na discussão sobre funções de onda. Um espaço de funções é um conjunto de funções, geralmente com alguns requisitos de definição sobre as funções (no caso presente, que elas sejam integráveis ao quadrado), às vezes com uma estrutura algébrica no conjunto (no caso presente, uma estrutura de espaço vetorial com um produto interno), juntamente com uma topologia no conjunto. Este último será usado esparsamente aqui, é necessário apenas para obter uma definição precisa do que significa para um subconjunto de um espaço de funções ser fechado. Conclui-se abaixo que o espaço de funções de funções de onda é um espaço de Hilbert. Esta observação é a base da formulação matemática predominante da mecânica quântica.

### Estrutura do espaço vetorial
Uma função de onda é um elemento de um espaço de função parcialmente caracterizado pelas seguintes descrições concretas e abstratas.
- A equação de Schrödinger é linear. Isso significa que as soluções para ela, funções de onda, podem ser adicionadas e multiplicadas por escalares para formar uma nova solução. O conjunto de soluções para a equação de Schrödinger é um espaço vetorial.
- O princípio da superposição da mecânica quântica. Se Ψ e Φ são dois estados no espaço abstrato de estados de um sistema mecânico quântico, e a e b são quaisquer dois números complexos, então aΨ + bΦ também é um estado válido. (Se o vetor nulo conta como um estado válido ("nenhum sistema presente") é uma questão de definição. O vetor nulo não descreve de forma alguma o estado de vácuo na teoria quântica de campos.) O conjunto de estados permitidos é um espaço vetorial.

Essa similaridade não é acidental, é claro. Também há distinções entre os espaços para manter em mente.

### Representações
Estados básicos são caracterizados por um conjunto de números quânticos. Este é um conjunto de autovalores de um conjunto máximo de observáveis comutantes. Os observáveis físicos são representados por operadores lineares, também chamados de observáveis, no espaço vetorial. Maximalidade significa que não pode ser adicionado ao conjunto nenhum outro observável algebricamente independente que comute com os já presentes. Uma escolha de tal conjunto pode ser chamada de escolha de representação.
- É um postulado da mecânica quântica que uma quantidade fisicamente observável de um sistema, como posição, momento ou spin, é representada por um operador hermitiano linear no espaço de estados. Os possíveis resultados da medição da quantidade são os autovalores do operador.[18] Em um nível mais profundo, a maioria dos observáveis, talvez todos, surgem como geradores de simetrias.[18][41][nb 6]
- A interpretação física é que tal conjunto representa o que pode – em teoria – ser medido simultaneamente com precisão arbitrária. A relação de incerteza de Heisenberg proíbe medições exatas simultâneas de dois observáveis que não são comutativos.
- O conjunto não é único. Pode ser para um sistema de uma partícula, por exemplo, posição e projeção z de spin, (x, Sz), ou pode ser momento e projeção y de spin, (p, Sy). Neste caso, o operador correspondente à posição (um operador de multiplicação na representação de posição) e o operador correspondente ao momento (um operador diferencial na representação de posição) não comutam.
- Uma vez que uma representação é escolhida, ainda há arbitrariedade. Resta escolher um sistema de coordenadas. Isso pode, por exemplo, corresponder a uma escolha dos eixos x, y e z, ou uma escolha de coordenadas curvilíneas, como exemplificado pelas coordenadas esféricas usadas para as funções de onda atômicas do hidrogênio. Essa escolha final também fixa uma base no espaço de Hilbert abstrato. Os estados básicos são rotulados pelos números quânticos correspondentes ao conjunto máximo de observáveis de comutação e um sistema de coordenadas apropriado.[nb 7]

Os estados abstratos são "abstratos" apenas no sentido de que uma escolha arbitrária necessária para uma descrição explícita particular dele não é dada. Isso é o mesmo que dizer que nenhuma escolha de conjunto máximo de observáveis de comutação foi dada. Isso é análogo a um espaço vetorial sem uma base especificada. As funções de onda correspondentes a um estado não são, portanto, únicas. Essa não unicidade reflete a não unicidade na escolha de um conjunto máximo de observáveis de comutação. Para uma partícula de spin em uma dimensão, a um estado particular correspondem duas funções de onda, Ψ(x, Sz) e Ψ(p, Sy), ambas descrevendo o mesmo estado.
- Para cada escolha de conjuntos de comutação máxima de observáveis para o espaço de estado abstrato, há uma representação correspondente que é associada a um espaço de função de funções de onda.
- Entre todos esses diferentes espaços de função e o espaço de estado abstrato, há correspondências um-para-um (aqui desconsiderando a normalização e os fatores de fase não observáveis), o denominador comum aqui sendo um estado abstrato particular. A relação entre as funções de onda do espaço de momento e posição, por exemplo, descrevendo o mesmo estado é a transformada de Fourier.

Cada escolha de representação deve ser pensada como especificando um espaço de função único no qual as funções de onda correspondentes a essa escolha de representação vivem. Essa distinção é melhor mantida, mesmo que se possa argumentar que dois desses espaços de função são matematicamente iguais, por exemplo, sendo o conjunto de funções integráveis quadradas. Pode-se então pensar nos espaços de função como duas cópias distintas desse conjunto.

### Produto interno
Há uma estrutura algébrica adicional nos espaços vetoriais de funções de onda e no espaço de estado abstrato.
Fisicamente, diferentes funções de onda são interpretadas como sobrepostas até certo ponto. Um sistema em um estado Ψ que não se sobrepõe a um estado Φ não pode ser encontrado no estado Φ após a medição. Mas se Φ1, Φ2, … se sobrepõem a Ψ até certo ponto, há uma chance de que a medição de um sistema descrito por Ψ seja encontrada nos estados Φ1, Φ2, …. Também são observadas regras de seleção. Elas são geralmente formuladas na preservação de alguns números quânticos. Isso significa que certos processos permitidos de algumas perspectivas (por exemplo, conservação de energia e momento) não ocorrem porque as funções de onda iniciais e finais totais não se sobrepõem.
- Matematicamente, verifica-se que as soluções para a equação de Schrödinger para potenciais particulares são ortogonais de alguma maneira, isso é geralmente descrito por uma integral

{\displaystyle \int \Psi _{m}^{*}\Psi _{n}w\,dV=\delta _{nm}}
onde m, n são (conjuntos de) índices (números quânticos) rotulando diferentes soluções, a função estritamente positiva w é chamada de função de peso, e δmn é o delta de Kronecker. A integração é feita em todo o espaço relevante.
Isso motiva a introdução de um produto interno no espaço vetorial de estados quânticos abstratos, compatível com as observações matemáticas acima ao passar para uma representação. Ele é denotado (Ψ, Φ), ou na notação bra-ket ⟨Ψ|Φ⟩. Ele produz um número complexo. Com o produto interno, o espaço de função é um espaço de produto interno. A aparência explícita do produto interno (geralmente uma integral ou uma soma de integrais) depende da escolha da representação, mas o número complexo (Ψ, Φ) não. Grande parte da interpretação física da mecânica quântica deriva da regra de Born. Ela afirma que a probabilidade p de encontrar, após a medição, o estado Φ dado que o sistema está no estado Ψ é
{\displaystyle p=|(\Phi ,\Psi )|^{2}}
onde Φ e Ψ são assumidos normalizados. Considere um experimento de espalhamento. Na teoria quântica de campos, se Φout descreve um estado no "futuro distante" (um "estado out") após as interações entre partículas de espalhamento terem cessado, e Ψin um "estado in" no "passado distante", então as quantidades (Φout, Ψin), com Φout e Ψin variando em um conjunto completo de estados in e out respectivamente, são chamadas de matriz S ou matriz de espalhamento. O conhecimento dela é, efetivamente, ter resolvido a teoria em questão, pelo menos no que diz respeito às previsões. Quantidades mensuráveis, como taxas de decaimento e seções transversais de espalhamento, são calculáveis a partir da matriz S.

### Espaço de Hilbert
As observações acima encapsulam a essência dos espaços de funções dos quais as funções de onda são elementos. No entanto, a descrição ainda não está completa. Há um requisito técnico adicional no espaço de funções, o da completude, que permite que se tome limites de sequências no espaço de funções e se garanta que, se o limite existir, ele seja um elemento do espaço de funções. Um espaço de produto interno completo é chamado de espaço de Hilbert. A propriedade de completude é crucial em aplicações e tratamentos avançados da mecânica quântica. Por exemplo, a existência de operadores de projeção ou projeções ortogonais depende da completude do espaço. Esses operadores de projeção, por sua vez, são essenciais para a declaração e prova de muitos teoremas úteis, por exemplo, o teorema espectral. Não é muito importante na mecânica quântica introdutória, e detalhes técnicos e links podem ser encontrados em notas como a que se segue. O espaço L2 é um espaço de Hilbert, com produto interno apresentado posteriormente. O espaço de funções do exemplo da figura é um subespaço de L2. Um subespaço de um espaço de Hilbert é um espaço de Hilbert se for fechado.
Em resumo, o conjunto de todas as funções de onda normalizáveis possíveis para um sistema com uma escolha particular de base, juntamente com o vetor nulo, constitui um espaço de Hilbert.
Nem todas as funções de interesse são elementos de algum espaço de Hilbert, digamos L2. O exemplo mais gritante é o conjunto de funções e2πip · x⁄h. Estas são soluções de onda plana da equação de Schrödinger para uma partícula livre que não são normalizáveis, portanto não estão em L2. Mas elas são, no entanto, fundamentais para a descrição. Pode-se, usando-as, expressar funções que são normalizáveis usando pacotes de onda. Elas são, em certo sentido, uma base (mas não uma base de espaço de Hilbert, nem uma base de Hamel) na qual funções de onda de interesse podem ser expressas. Há também o artefato "normalização para uma função delta" que é frequentemente empregado para conveniência de notação, veja mais abaixo. As próprias funções delta também não são integráveis ao quadrado.
A descrição do espaço de função acima contendo as funções de onda é motivada principalmente matematicamente. Os espaços funcionais são, devido à completude, muito grandes em um certo sentido. Nem todas as funções são descrições realistas de qualquer sistema físico. Por exemplo, no espaço funcional L2 pode-se encontrar a função que assume o valor 0 para todos os números racionais e -i para os irracionais no intervalo [0, 1]. Isso é integrável ao quadrado, mas dificilmente pode representar um estado físico.

### Espaços de Hilbert comuns
Enquanto o espaço de soluções como um todo é um espaço de Hilbert, há muitos outros espaços de Hilbert que comumente ocorrem como ingredientes.
- Funções de valor complexo integráveis ao quadrado no intervalo [0, 2π]. O conjunto {eint/2π, n ∈ Z}  é uma base de espaço de Hilbert, ou seja, um conjunto ortonormal máximo.
- A transformada de Fourier leva funções no espaço acima para elementos de l2(Z), o espaço de funções somáveis ao quadrado Z → C. O último espaço é um espaço de Hilbert e a transformada de Fourier é um isomorfismo de espaços de Hilbert.[nb 10] Sua base é {ei, i ∈ Z} com ei(j) = δij, i, j ∈ Z.
- O exemplo mais básico de polinômios de abrangência está no espaço de funções integráveis ao quadrado no intervalo [–1, 1] para o qual os polinômios de Legendre são uma base de espaço de Hilbert (conjunto ortonormal completo).
- As funções integráveis quadradas na esfera unitária S2 são um espaço de Hilbert. As funções de base neste caso são os harmônicos esféricos. Os polinômios de Legendre são ingredientes nos harmônicos esféricos. A maioria dos problemas com simetria rotacional terá "a mesma" solução (conhecida) com relação a essa simetria, então o problema original é reduzido a um problema de menor dimensionalidade.
- Os polinômios de Laguerre associados aparecem no problema da função de onda hidrogênica após fatorar os harmônicos esféricos. Eles abrangem o espaço de Hilbert de funções integráveis quadradas no intervalo semi-infinito [0, ∞).

De forma mais geral, pode-se considerar um tratamento unificado de todas as soluções polinomiais de segunda ordem para as equações de Sturm e Liouville no cenário do espaço de Hilbert. Isso inclui os polinômios de Legendre e Laguerre, bem como os polinômios de Chebyshev, os polinômios de Jacobi e os polinômios de Hermite. Todos esses realmente aparecem em problemas físicos, os últimos no oscilador harmônico, e o que de outra forma seria um labirinto desconcertante de propriedades de funções especiais se torna um corpo organizado de fatos. Para isso, veja Byron & Fuller (1992, Chapter 5).
Também ocorrem espaços de Hilbert de dimensão finita. O espaço Cn é um espaço de Hilbert de dimensão n. O produto interno é o produto interno padrão nesses espaços. Nele, reside a "parte de spin" de uma função de onda de partícula única.
- Na descrição que não é relativística de um elétron, tem-se n = 2 e a função de onda total é uma solução da equação de Pauli.
- No tratamento relativístico correspondente, n = 4 e a função de onda resolve a equação de Dirac.

Com mais partículas, a situação é mais complicada. É preciso empregar produtos tensoriais e usar a teoria de representação dos grupos de simetria envolvidos (o grupo de rotação e o grupo de Lorentz, respectivamente) para extrair do produto tensorial os espaços nos quais as funções de onda de spin (total) residem. (Outros problemas surgem no caso relativístico, a menos que as partículas sejam livres. Veja a equação de Bethe e Salpeter.) Observações correspondentes se aplicam ao conceito de isospin, para o qual o grupo de simetria é SU(2). Os modelos das forças nucleares dos anos 60 (ainda úteis hoje, veja força nuclear) usaram o grupo de simetria SU(3). Neste caso, também, a parte das funções de onda correspondentes às simetrias internas reside em alguns Cn ou subespaços de produtos tensoriais de tais espaços.
- Na teoria quântica de campos, o espaço de Hilbert subjacente é o espaço de Fock. Ele é construído a partir de estados livres de partículas individuais, ou seja, funções de onda quando uma representação é escolhida, e pode acomodar qualquer número finito, não necessariamente constante no tempo, de partículas. A dinâmica interessante (ou melhor, tratável) não está nas funções de onda, mas nos operadores de campo que são operadores agindo no espaço de Fock. Assim, a imagem de Heisenberg é a escolha mais comum (estados constantes, operadores que variam com o tempo).

Devido à natureza infinitamente dimensional do sistema, as ferramentas matemáticas apropriadas são objetos de estudo na análise funcional.

### Descrição simplificada

Continuidade da função de onda e sua primeira derivada espacial (na direção x, coordenadas y e z não mostradas), em algum momento t.

Nem todos os livros didáticos introdutórios seguem o caminho longo e introduzem a maquinaria completa do espaço de Hilbert, mas o foco está na equação de Schrödinger não relativística na representação de posição para certos potenciais padrão. As seguintes restrições na função de onda são às vezes explicitamente formuladas para que os cálculos e a interpretação física façam sentido:
- A função de onda deve ser integrável ao quadrado. Isso é motivado pela interpretação de Copenhagen da função de onda como uma amplitude de probabilidade.
- Ela deve ser contínua em todos os lugares e continuamente diferenciável em todos os lugares. Isso é motivado pelo surgimento da equação de Schrödinger para a maioria dos potenciais fisicamente razoáveis.

É possível relaxar um pouco essas condições para propósitos especiais. Se esses requisitos não forem atendidos, não é possível interpretar a função de onda como uma amplitude de probabilidade. Observe que exceções podem surgir à regra de continuidade das derivadas em pontos de descontinuidade infinita do campo potencial. Por exemplo, em uma partícula em uma caixa onde a derivada da função de onda pode ser descontínua no limite da caixa onde o potencial é conhecido por ter descontinuidade infinita.
Isso não altera a estrutura do espaço de Hilbert que essas funções de onda particulares habitam, mas o subespaço das funções integráveis ao quadrado L2, que é um espaço de Hilbert, satisfazendo o segundo requisito não é fechado em L2, portanto não é um espaço de Hilbert em si. As funções que não atendem aos requisitos ainda são necessárias por razões técnicas e práticas.

## Mais sobre espaço de estado abstrato e funções de onda
Como foi demonstrado, o conjunto de todas as funções de onda possíveis em alguma representação para um sistema constitui um espaço de Hilbert de dimensão infinita em geral. Devido às múltiplas escolhas possíveis de base de representação, esses espaços de Hilbert não são únicos. Portanto, fala-se de um espaço de Hilbert abstrato, espaço de estado, onde a escolha da representação e da base é deixada indeterminada. Especificamente, cada estado é representado como um vetor abstrato no espaço de estado. Um estado quântico |Ψ⟩ em qualquer representação é geralmente expresso como um vetor
{\displaystyle |\Psi \rangle =\sum _{\boldsymbol {\alpha }}\int d^{m}\!{\boldsymbol {\omega }}\,\,\Psi _{t}({\boldsymbol {\alpha }},{\boldsymbol {\omega }})\,|{\boldsymbol {\alpha }},{\boldsymbol {\omega }}\rangle }
onde:
- |α, ω⟩ os vetores base da representação escolhida;
- dmω = dω1dω2...dωm um elemento de volume diferencial nos graus de liberdade contínuos;
- {\displaystyle {\boldsymbol {\Psi }}_{t}({\boldsymbol {\alpha }},{\boldsymbol {\omega }})} a component of the vector {\displaystyle |\Psi \rangle }, chamado de função de onda do sistema;
- α = (α1, α2, ..., αn) números quânticos discretos adimensionais;
- ω = (ω1, ω2, ..., ωm) variáveis contínuas (não necessariamente adimensionais).

Esses números quânticos indexam os componentes do vetor de estado. Além disso, todos os α estão em um conjunto n-dimensional A = A1 × A2 × ... × An onde cada Ai é o conjunto de valores permitidos para αi; todos os ω estão em um "volume" m-dimensional Ω ⊆ ℝm onde Ω = Ω1 × Ω2 × ... × Ωm e cada Ωi ⊆ R é o conjunto de valores permitidos para ωi, um subconjunto dos números reais R. Para generalidade, n e m não são necessariamente iguais.
Exemplo:
1. Para uma única partícula em 3d com spin s, negligenciando outros graus de liberdade, usando coordenadas cartesianas, poderíamos tomar α = (sz) para o número quântico de spin da partícula ao longo da direção z, e ω = (x, y, z) para as coordenadas de posição da partícula. Aqui A = {−s, −s + 1, ..., s − 1, s} é o conjunto de números quânticos de spin permitidos e Ω = R3 é o conjunto de todas as posições possíveis de partículas em todo o espaço de posição 3d.
2. Uma escolha alternativa é α = (sy) para o número quântico de spin ao longo da direção y e ω = (px, py, pz) para os componentes de momento da partícula. Neste caso, A e Ω são os mesmos de antes.

A densidade de probabilidade de encontrar o sistema no tempo {\displaystyle t} no estado |α, ω⟩ é
{\displaystyle \rho _{\alpha ,\omega }(t)=|\Psi ({\boldsymbol {\alpha }},{\boldsymbol {\omega }},t)|^{2}}
A probabilidade de encontrar um sistema com α em algumas ou todas as configurações possíveis de variáveis discretas, D ⊆ A, e ω em algumas ou todas as configurações possíveis de variáveis contínuas, C ⊆ Ω, é a soma e a integral sobre a densidade,
{\displaystyle P(t)=\sum _{{\boldsymbol {\alpha }}\in D}\int _{C}d^{m}\!{\boldsymbol {\omega }}\,\,\rho _{\alpha ,\omega }(t)}
Como a soma de todas as probabilidades deve ser 1, a condição de normalização
{\displaystyle 1=\sum _{{\boldsymbol {\alpha }}\in A}\int _{\Omega }d^{m}\!{\boldsymbol {\omega }}\,\,\rho _{\alpha ,\omega }(t)} deve ser válida em todos os momentos durante a evolução do sistema.
A condição de normalização requer que ρ dmω seja adimensional, pela análise dimensional Ψ deve ter as mesmas unidades que (ω1ω2...ωm)−1/2.

## Ontologia
Se a função de onda existe na realidade, e o que ela representa, são questões importantes na interpretação da mecânica quântica. Muitos físicos famosos de uma geração anterior ficaram intrigados com esse problema, como Erwin Schrödinger, Albert Einstein e Niels Bohr. Alguns defendem formulações ou variantes da interpretação de Copenhague (por exemplo, Bohr, Eugene Wigner e John von Neumann), enquanto outros, como John Archibald Wheeler ou Edwin Thompson Jaynes, adotam a abordagem mais clássica e consideram a função de onda como representando informações na mente do observador, ou seja, uma medida do nosso conhecimento da realidade. Alguns, incluindo Schrödinger, David Bohm e Hugh Everett III e outros, argumentaram que a função de onda deve ter uma existência física objetiva. Einstein pensou que uma descrição completa da realidade física deveria se referir diretamente ao espaço e tempo físicos, diferentemente da função de onda, que se refere a um espaço matemático abstrato.

### Comentários
1. ↑  As funções são aqui assumidas como elementos de L2, o espaço de funções integráveis ao quadrado. Os elementos deste espaço são mais precisamente classes de equivalência de funções integráveis ao quadrado, duas funções declaradas equivalentes se elas diferem em um conjunto de medida de Lebesgue 0. Isto é necessário para obter um produto interno (isto é, (Ψ, Ψ) = 0 ⇒ Ψ ≡ 0) em oposição a um semi-produto interno. A integral é considerada a integral de Lebesgue. Isto é essencial para a completude do espaço, produzindo assim um espaço do produto interno completo = espaço de Hilbert.
2. ↑  Na mecânica quântica, apenas espaços de Hilbert separáveis são considerados, o que, usando o Lema de Zorn, implica que ele admite uma base de Schauder infinita contável em vez de uma base ortonormal no sentido da álgebra linear (base de Hamel).
3. ↑  Como, tecnicamente, eles não estão no espaço de Hilbert. Veja Teorema espectral para mais detalhes.
4. 1 2  Também chamada de "ortonormalidade de Dirac", segundo Griffiths, David J. Introduction to Quantum Mechanics (em inglês) 3rd ed. [S.l.: s.n.]
5. ↑  A transformada de Fourier vista como um operador unitário no espaço L2 tem autovalores ±1, ±i. Os autovetores são "funções de Hermite", ou seja, polinômios de Hermite multiplicados por uma função gaussiana. Veja Byron & Fuller (1992) para uma descrição da transformada de Fourier como uma transformação unitária. Para autovalores e autovalores, consulte o Problema 27 Cap. 9.
6. ↑  Para que essa afirmação faça sentido, os observáveis precisam ser elementos de um conjunto de comutação máxima. Para ver isso, é uma questão simples notar que, por exemplo, o operador de momento da i'ésima partícula em um sistema de n partículas não é um gerador de qualquer simetria na natureza. Por outro lado, o momento total é um gerador de uma simetria na natureza; a simetria translacional.
7. ↑  A base resultante pode ou não ser tecnicamente uma base no sentido matemático dos espaços de Hilbert. Por exemplo, estados de posição definida e momento definido não são integráveis ao quadrado. Isso pode ser superado com o uso de pacotes de ondas ou encerrando o sistema em uma "caixa". Veja mais comentários abaixo.
8. ↑  Em termos técnicos, isso é formulado da seguinte maneira. O produto interno produz uma norma. Essa norma, por sua vez, induz uma métrica. Se essa métrica for completa, os limites acima mencionados estarão no espaço de função. O espaço de produto interno é então chamado de completo. Um espaço de produto interno completo é um espaço de Hilbert. O espaço de estado abstrato é sempre tomado como um espaço de Hilbert. O requisito de correspondência para os espaços de funções é natural. A propriedade do espaço de Hilbert de espaço de estado abstrato foi originalmente extraída da observação de que os espaços funcionais que formam soluções normalizáveis para a equação de Schrödinger são espaços de Hilbert.
9. ↑  Como é explicado em uma nota posterior, a integral deve ser considerada como a integral de Lebesgue; a integral de Riemann não é suficiente.
10. ↑  Conway 1990. Isso significa que produtos internos, portanto normas, são preservados e que o mapeamento é uma bijeção linear limitada, portanto contínua. A propriedade de completude também é preservada. Portanto, esse é o conceito correto de isomorfismo na categoria de espaços de Hilbert.
11. ↑  Um desses relaxamentos é que a função de onda deve pertencer ao espaço de Sobolev W1,2. Isso significa que ela é diferenciável no sentido de distribuições, e seu gradiente é integrável ao quadrado. Esse relaxamento é necessário para potenciais que não são funções, mas são distribuições, como a função delta de Dirac.
12. ↑  Por exemplo, na teoria de perturbação, pode-se construir uma sequência de funções aproximando a função de onda verdadeira. Esta sequência terá a garantia de convergir em um espaço maior, mas sem a suposição de um espaço de Hilbert completo, não será garantido que a convergência seja para uma função no espaço relevante e, portanto, resolverá o problema original.
13. ↑  Algumas funções que não são integráveis ao quadrado, como as soluções de partículas livres de ondas planas, são necessárias para a descrição, conforme descrito em uma nota anterior e também mais adiante.
14. ↑  Aqui: {\displaystyle \sum _{\boldsymbol {\alpha }}\equiv \sum _{\alpha _{1},\alpha _{2},\ldots ,\alpha _{n}}\equiv \sum _{\alpha _{1}}\sum _{\alpha _{2}}\cdots \sum _{\alpha _{n}}}é uma soma múltipla.

### Citações
1. 1 2 3  Born 1926a, traduzido em Wheeler & Zurek 1983 nas páginas 52–55.
2. 1 2  Born 1926b, traduzido em Ludwig 1968, pp. 206–225. Também aqui Arquivado em 2020-12-01 no Wayback Machine.
3. ↑  Born, M. (1954).
4. ↑  Born 1927, pp. 354–357.
5. ↑  Heisenberg 1958, p. 143.
6. ↑  Heisenberg, W. (1927/1985/2009). Heisenberg traduzido (em inglês) por Camilleri 2009, p. 71, (a partir de  Bohr 1985, p. 142).
7. ↑  Murdoch 1987, p. 43.
8. ↑  de Broglie 1960, p. 48.
9. ↑  Landau & Lifshitz 1977, p. 6.
10. ↑  Newton 2002, pp. 19–21.
11. ↑  «Planck - A very short biography of Planck». spark.iop.org (em inglês). Institute of Physics. Consultado em 12 de fevereiro de 2023
12. ↑  C/CS Pys C191:Representations and Wave Functions 》 1. Planck-Einstein Relation E=hv (PDF) (em inglês). [S.l.]: EESC Instructional and Electronics Support, University of California, Berkeley. 30 de setembro de 2008. p. 1. Consultado em 12 de fevereiro de 2023
13. ↑  Einstein 1916, pp. 47–62, e uma versão quase idêntica Einstein 1917, pp. 121–128 traduzida em ter Haar 1967, pp. 167–183.
14. ↑  de Broglie 1923, pp. 507–510,548,630.
15. ↑  Hanle 1977, pp. 606–609.
16. ↑  Schrödinger 1926, pp. 1049–1070.
17. ↑  Tipler, Mosca & Freeman 2008.
18. 1 2 3  Weinberg 2013.
19. ↑  Young & Freedman 2008, p. 1333.
20. 1 2 3  Atkins 1974.
21. ↑  Martin & Shaw 2008.
22. ↑  Pauli 1927, pp. 601–623..
23. ↑  Weinberg (2002) assume o ponto de vista de que a teoria quântica de campos aparece do jeito que aparece porque é a única maneira de reconciliar a mecânica quântica com a relatividade especial.
24. ↑  Weinberg (2002) Veja especialmente o capítulo 5, onde alguns desses resultados são derivados.
25. ↑  Weinberg 2002 Capítulo 4.
26. ↑  Zwiebach 2009.
27. ↑  Applications of Quantum Mechanics.
28. ↑  Griffiths 2004, p. 94.
29. ↑  Shankar 1994, p. 117.
30. 1 2  Griffiths 2004.
31. ↑  Treves 2006, p. 112-125.
32. ↑  B. Griffiths, Robert. «Hilbert Space Quantum Mechanics» (PDF) (em inglês). p. 1
33. ↑  Landsman 2009.
34. ↑  Shankar 1994, pp. 378–379.
35. ↑  Landau & Lifshitz 1977.
36. ↑  Zettili 2009, p. 463.
37. ↑  Sakurai, Jun John; Napolitano, Jim (2021). Modern quantum mechanics (em inglês) 3rd ed. Cambridge: Cambridge University Press. pp. 94–97. ISBN 978-1-108-47322-4
38. ↑  Weinberg 2002 Chapter 3, Scattering matrix.
39. ↑  Physics for Scientists and Engineers – with Modern Physics (6th Edition) (em inglês), P. A. Tipler, G. Mosca, Freeman, 2008, ISBN 0-7167-8964-7
40. ↑  Griffiths 2008, pp. 162ff.
41. ↑  Weinberg 2002.
42. ↑  Weinberg 2002, Chapter 3.
43. ↑  Conway 1990.
44. ↑  Greiner & Reinhardt 2008.
45. ↑  Eisberg & Resnick 1985.
46. ↑  Rae 2008.
47. ↑  Atkins 1974, p. 258.
48. ↑  Cohen-Tannoudji, Diu & Laloë 2019, pp. 103,215.
49. ↑  Jaynes 2003.
50. ↑  Einstein 1998, p. 682.